# Абас ал-Мусауи
Саид Абас ал-Муса́уи (на арабски: عباس الموسوي) е ливански шиитски политик, генерален секретар на военното крило на „Хизбула“.

## Биография
Роден през 1952 г. в долината Бекаа в Ливан. Следва шиитска теология в университета в Наджаф, Ирак, където попада под силното идейно влияние на Аятолах Хомейни.
През 1978 г. се завръща в Ливан и 4 години по-късно взема участие при образуването на „Хизбула“. От много западни наблюдатели ал-Мусауи е сочен за подстрекател на редица терористични актове, включително и срещу умиротворителни части на САЩ и Франция.
На 16 февруари 1992 г. е убит от израелска ракета, изстреляна от хеликоптер в Южен Ливан. Заедно с него загиват съпругата му, синът му и 4 души. Като отмъщение за неговото убийство на 17 март 1992 г. е осъществен бомбен атентат срещу израелското посолство в Буенос Айрес, при който загиват 29 души.